# هیرویا ایشیمارو
هیرویا ایشیمارو (انگلیسی: Hiroya Ishimaru; ۱۲ فوریهٔ ۱۹۴۱ – ) بازیگر، و صداپیشه اهل ژاپن بود. وی بین سال‌های ۱۹۶۰ تا ۲۰۲۳ میلادی فعالیت می‌کرد.